# コスモス869号
コスモス869号（ロシア語: Космос 869）はソ連が1976年に打ち上げたソユーズ7K-Sの無人宇宙飛行試験機。ソユーズ7K-Sは無人が4機、有人が2機打ち上げられる予定だったが途中でキャンセルされ、コスモス670号、コスモス772号そしてコスモス869号が打ち上げられて終わった。この3機は初めてデジタルコンピュータが搭載されたソ連の有人型宇宙船だった。

## ミッション情報
- 機体:ソユーズ7K-S
- 重量: 6800 kg
- クルー: 無人
- 打上げ: 1976年11月29日
- 着陸: 1976年12月17日 10:31 GMT
- 期間: 17.99 日

## マヌーバ記録
- 196 km X 290 km から 187 km X 335 km へ。デルタV: 15 m/s
- 187 km X 335 km から 259 km X 335 km へ。デルタV: 21 m/s
- 259 km X 335 km から 260 km X 345 km へ。デルタV: 2 m/s
- 260 km X 345 km から 265 km X 368 km へ。デルタV: 7 m/s
- 265 km X 368 km から 267 km X 391 km へ。デルタV: 6 m/s
- 267 km X 391 km から 300 km X 310 km へ。デルタV: 32 m/s

デルタV合計: 83 m/s